# Secret Love Song
"Secret Love Song" é uma canção do grupo britânico Little Mix, gravada para seu terceiro álbum de estúdio Get Weird (2015). Conta com a participação do cantor estadunidense Jason Derulo, e foi composta por Jez Ashurst, Emma Rohan, Rachel Furner e Derulo, sendo que foi produzida por Jayson DeZuzio, Sam Ellison e Maegan Cottone, a qual se encarregou da produção vocal. O seu lançamento como terceiro single do disco ocorreu em 11 de dezembro de 2015, dia o qual foi enviada para impacto nas rádios do Reino Unido.

## Antecedentes
Em julho de 2015, Jesy Nelson, membro do grupo disse que o terceiro álbum de estudio, Get Weird, teria uma canção que, possivelmente, seria um single, e que nunca tinham feito nada parecido antes; Perrie Edwards adicionou: "e a canção pode ou não ter uma participação".  O grupo, então, enviou a música para Jason Derulo que reagiu positivamente a ela, e escreveu o seu próprio verso. A decisão de Derulo para colaborar com o grupo foi influenciado por uma série de eventos;como o cover que o grupo fez do seu single "Want to Want Me" para BBC Radio 1's Live Lounge em julho 2015. Contudo, Jason não estava familiarizado com a canção que o grupo lhe enviou, e fez suas mudanças. Jade Thirlwall, outro membro do grupo, disse que sentiu que o ritmo lento da música foi "uma boa mudança" para Derulo e  sua voz. Uma versão solo da canção, Secret Love Song Part. II, está incluida na versão deluxe do álbum.

## Composição
"Secret Love Song" é uma Power ballad. Compreende batidas graves e cordas melancólicas. Os vocais de Derulo usam de vibrato e Auto-Tune. Nelson canta a nota alta, durante a ponte da canção. Liricamente, "Secret Love Song", detalha o amor não correspondido e proibido. Para Perrie Edwards a canção fala sobre, estar com alguém e você querer gritar dos telhados, mas você tem que mantê-lo em segredo. Jade Thirlwall interpreta a letra da música como uma narrativa para as lutas das pessoas LGBT, que enfrentam quando demonstram sua sexualidade e afeto em público. De acordo com Derulo, seu verso serve como uma "mistura" na canção, discutindo sua experiência pessoal de ter um caso; "Eu disse uma verdadeira  história sobre essa garota que eu estou realmente, mas ela tem um namorado, mas nós ainda nos relacionamos."

## Lançamento
O grupo revelou o nome da canção no dia 7 de setembro de 2015, pelo Instagram. A música foi lançada primeiro junto do álbum, Get Weird, no dia 6 de novembro de 2015. No dia 5 de dezembro de 2015, Little Mix anunciou via Twitter que este seria o terceiro single do álbum, no Reino Unido e Irlanda. O impacto do single nas rádios do Reino Unido ocorreu no dia 11 de dezembro de 2015; a capa do mesmo foi revelada no dia 16 de janeiro de 2016. O clipe da canção foi lançado no dia 3 de fevereiro de 2016.

## Performances ao vivo
Little Mix e Jason Derulo apresentaram "Secret Love Song" pela primeira vez no Capital's Jingle Bell Ball, em 5 de dezembro de 2015. Antes de cantar a canção Little Mix introduziu a canção anunciando que esta seria o seu próximo single. Em 5 de fevereiro de 2016, Little Mix foi convidada por Jason Derulo para fazer uma participação da sua turnê, e cantar a canção com ele. A canção também teve uma performance no programa britânico The Graham Norton Show, no dia 12 de fevereiro de 2016.

## Desempenho nas tabelas musicais

### Charts semanais
| Tabela musical (2016/2017)                     | Melhor posição |
| ---------------------------------------------- | -------------- |
| Austrália (ARIA)                               | 16             |
| Croácia (Hot Urban Hits Chart)                 | 1              |
| Croácia (Croatian Airplay Radio Chart)         | 20             |
| Escócia (Scottish Singles Chart)               | 3              |
| Estados Unidos ( Billboard Twitter Top Tracks) | 1              |
| Filipinas (Philippine Hot 100)                 | 48             |
| Filipinas (PARI)                               | 1              |
| Indonésia (AIRI)                               | 9              |
| Irlanda (IRMA)                                 | 11             |
| Líbano (OLT)                                   | 14             |
| Malásia (RIAM)                                 | 9              |
| Nova Zelândia (RMNZ)                           | 19             |
| Reino Unido (UK Singles Chart)                 | 6              |
| Singapura (30 Singles Chart Singapore)         | 6              |

### Charts anuais
| Chart (2016)                    | Posição |
| ------------------------------- | ------- |
| Austrália (ARIA)                | 60      |
| Indonésia (CreativeDisc Top 50) | 28      |
| Reino Unido (UK Singles Charts) | 41      |

## Certificações
| País (Empresa)             | Certificação | Vendas    |
| -------------------------- | ------------ | --------- |
| Austrália (ARIA)           | 2× Platina   | 140,000   |
| Brasil (PMB)               | Platina      | 40,000    |
| Dinamarca (IFPI Dinamarca) | Ouro         | 45,000    |
| Reino Unido (BPI)          | 2× Platina   | 1 200,000 |
| Nova Zelândia (RMNZ)       | Platina      | 15,000    |
| Irlanda (IRMA)             | Platina      | 15,000    |

## Créditos
Todo o processo de elaboração de "Secret Love Song" atribui os seguintes créditos:
Gravação
- Gravada nos Poinsettia Place (Los Angeles) e Blue Box Studios (Londres)
- Publicada pelas empresas Major 3rd Music Publishing Ltd/BMG Rights Management UK Ltd, Universal Music Publishing/JEM Music Publishing e Jason Desrouleaux/Irving Music (BMI).

Produção